# Golubitsa
Golubitsa (en rus: Голубица) és un poble de l'óblast d'Oriol, a Rússia, segons el cens del 2010 tenia 220 habitants. Pertany al districte municipal de Kromi.